# Homodes
Homodes is een geslacht van vlinders van de familie spinneruilen (Erebidae), uit de onderfamilie Calpinae.

## Soorten
- H. bracteigutta Walker, 1862
- H. crocea Guenée, 1852
- H. fulva Hampson, 1896
- H. iomolybda Meyrick, 1889
- H. lithographa Hampson, 1926
- H. magnifica Viette, 1958
- H. ornata Roepke, 1938
- H. perilitha Hampson, 1926
- H. punctistriga Bethune-Baker, 1906
- H. vivida Guenée, 1852